# Zenéy van der Walt
Zenéy van der Walt (22 maggio 2000) è un'ostacolista e velocista sudafricana.

## Biografia
Dopo essere stata campionessa mondiale under 18 nei 400 metri ostacoli ai campionati del mondo under 18 di Nairobi 2017, ha riconfermato le sue qualità ai mondiali under 20 di Tampere 2018, dove ha nuovamente conquistato la medaglia d'oro nei 400 metri ostacoli.
Nel 2019 ha preso parte alle Universiadi di Napoli conquistando l'argento nei 400 metri ostacoli. Lo stesso anno ha partecipato ai Giochi panafricani di Rabat, classificandosi quarta e quinta rispettivamente nei 400 metri ostacoli e nella staffetta 4×400 metri. Sempre nel 2019 ha corso nelle batterie dei 400 metri ostacoli ai mondiali assoluti di Doha 2019, senza però riuscire ad accedere alle semifinali.

## Record nazionali
- Staffetta 4x400 m: 3'24"84 ( Guangzhou, 11 maggio 2025) (Shirley Nekhubui, Miranda Coetzee, Precious Molepo, Zenéy van der Walt)

Under 20
- 400 metri ostacoli: 55"05 ( Pretoria, 17 marzo 2018)

## Progressione

### 200 metri piani
| Stagione | Tempo | Luogo        | Data      | Rank. Mond. |
| -------- | ----- | ------------ | --------- | ----------- |
| 2023     | 24"28 | Pretoria     | 25-2-2023 |             |
| 2022     | 24"03 | Pretoria     | 2-3-2022  |             |
| 2021     | 23"93 | Celle Ligure | 22-7-2021 |             |
| 2019     | 25"27 | Pretoria     | 23-2-2019 |             |
| 2018     | 24"55 | Celle Ligure | 3-7-2018  |             |
| 2017     | 24"95 | Pretoria     | 12-4-2017 |             |

### 400 metri piani
| Stagione | Tempo | Luogo        | Data      | Rank. Mond. |
| -------- | ----- | ------------ | --------- | ----------- |
| 2023     | 50"81 | Pretoria     | 12-4-2023 |             |
| 2022     | 51"90 | Bloemfontein | 16-3-2022 |             |
| 2021     | 52"94 | Trieste      | 7-7-2021  |             |
| 2019     | 52"89 | Sopot        | 23-6-2019 |             |
| 2017     | 55"34 | Pretoria     | 18-3-2017 |             |
| 2016     | 55"10 | Sasolburg    | 8-4-2016  |             |
| 2015     | 55"67 | Germiston    | 14-3-2015 |             |

### 400 metri ostacoli
| Stagione | Tempo | Luogo          | Data      | Rank. Mond. |
| -------- | ----- | -------------- | --------- | ----------- |
| 2023     | 54"82 | Potchefstroom  | 1-4-2023  |             |
| 2022     | 54"47 | Birmingham     | 6-8-2022  |             |
| 2021     | 55"89 | Codroipo       | 11-7-2021 |             |
| 2019     | 55"73 | Napoli         | 10-7-2019 |             |
| 2018     | 55"05 | Pretoria       | 17-3-2018 |             |
| 2017     | 57"94 | Città del Capo | 8-4-2017  |             |
| 2016     | 59"31 | Germiston      | 2-4-2016  |             |

## Palmarès
| Anno | Manifestazione          | Sede         | Evento        | Risultato  | Prestazione | Note                          |
| ---- | ----------------------- | ------------ | ------------- | ---------- | ----------- | ----------------------------- |
| 2017 | Mondiali U18            | Nairobi      | 400 m hs      | Oro        | 58"23       |                               |
| 2017 | Mondiali U18            | Nairobi      | 4×400 m mista | Bronzo     | 3'24"45     |                               |
| 2018 | Mondiali U20            | Tampere      | 400 m hs      | Oro        | 55"34       |                               |
| 2018 | Mondiali U20            | Tampere      | 4×400 m       | Batteria   | 3'50"39     |                               |
| 2019 | Universiadi             | Napoli       | 400 m hs      | Argento    | 55"73       |                               |
| 2019 | Universiadi             | Napoli       | 4×400 m       | 7ª         | 3'35"97     |                               |
| 2019 | Giochi panafricani      | Rabat        | 400 m hs      | 4ª         | 57"67       |                               |
| 2019 | Giochi panafricani      | Rabat        | 4×400 m       | 5ª         | 3'41"17     |                               |
| 2019 | Mondiali                | Doha         | 400 m hs      | Batteria   | 57"11       |                               |
| 2022 | Campionati africani     | Saint Pierre | 400 m hs      | Oro        | 56"00       |                               |
| 2022 | Campionati africani     | Saint Pierre | 4×400 m       | Oro        | 3'29"34     |                               |
| 2022 | Mondiali                | Eugene       | 400 m hs      | Semifinale | 54"81       | Miglior prestazione personale |
| 2022 | Mondiali                | Eugene       | 4×400 m       | Batteria   | 3'34"68     |                               |
| 2022 | Giochi del Commonwealth | Birmingham   | 400 m hs      | Bronzo     | 54"47       | Miglior prestazione personale |
| 2022 | Giochi del Commonwealth | Birmingham   | 4×400 m       | 4ª         | 3'30"25     |                               |
| 2023 | Mondiali                | Budapest     | 400 m piani   | Semifinale | 51"54       |                               |
| 2023 | Mondiali                | Budapest     | 400 m hs      | Semifinale | 55"49       |                               |
| 2025 | World Relays            | Guangzhou    | 4x400 m       | Bronzo     | 3'24"84     | Record nazionale              |
| 2025 | World Relays            | Guangzhou    | 4x400 m mista | 5ª         | 3'16"29     |                               |

## Campionati nazionali
- 2 volte campionessa nazionale assoluta dei 400 m ostacoli (2019, 2022)
- 1 volta campionessa nazionale under 20 dei 400 m piani (2019)
- 1 volta campionessa nazionale under 20 dei 400 m ostacoli (2018)
- 1 volta campionessa nazionale under 18 dei 400 m piani (2017)
- 2 volte campionessa nazionale under 18 dei 400 m ostacoli (2016, 2017)

2016
- Oro ai campionati sudafricani under 18, 400 m hs - 59"31

2017
- Oro ai campionati sudafricani under 18, 400 m piani - 55"0 m
- Oro ai campionati sudafricani under 18, 400 m hs - 57"94
- Bronzo ai campionati sudafricani assoluti, 400 m hs - 58"90

2018
- Argento ai campionati sudafricani assoluti, 400 m hs - 55"05
- Oro ai campionati sudafricani under 20, 400 m hs - 56"30

2019
- 4ª ai campionati sudafricani under 20, 100 m piani - 12"28
- Oro ai campionati sudafricani under 20, 400 m piani - 53"74
- Oro ai campionati sudafricani assoluti, 400 m hs - 55"93

2021
- Argento ai campionati sudafricani assoluti, 400 m hs - 56"45

2022
- Oro ai campionati sudafricani assoluti, 400 m hs - 55"75

## Altre competizioni internazionali
2019
- 8ª al Doha Diamond League ( Doha), 400 m hs - 56"45